# Советский экспорт (журнал)
Советский экспорт — рекламный журнал, издаваемый в СССР с 1957 по 1989 год на шести языках и распространявшийся в 120 странах мира.
Целью экспортной рекламной кампании СССР были не столько успешные продажи товара, сколько демонстрация успехов советской промышленности и преимуществ социалистического строя, созданию бренда региона[неизвестный термин]. По этой причине едва ли не главным сюжетом для рекламы СССР, которая публиковалась в журнале «Советский экспорт», было чувство гордости за хорошо проделанную работу.
В журнале печатались работы художников и фотографов: Михаил Аникст, Борис Басс, Николай Литвинов, Игорь Тер-Аракелянd, Михаил Шварцман, Борис Трофимов, Аркадий Троянкер и др.

## История
Рождение «Советского экспорта» произошло в 1957 году — во время «хрущёвской оттепели». Тогда работники «Внешторгиздата» Д. Виноградов, М. Губарев и А. Рубинин обратились к руководству Минвнешторга с инициативой создать периодический сборник рекламных материалов, представляющий экспортные возможности СССР и информирующий о них его зарубежных партнёров. Сначала он именовался проспектом, потом получил официальный статус всесоюзного журнала «Советский экспорт». Первые его номера печатались на английском языке. В период своего расцвета журнал «Советский экспорт» выпускался шесть раз в год (объём каждого номера 64 полосы).
В 1964 г. редакция «Внешторгиздата» вошла в состав «Внешторгрекламы» в качестве структурного подразделения.